# Mauro Cutrufo
Mauro Cutrufo (Roma, 9 settembre 1956) è un politico italiano, Vicesindaco di Roma dal 2008 al 2011.

## Biografia

### Vita personale
Laureato in scienze politiche presso l'Università S. Pio V, di Roma. Coniugato e padre di tre figli.

### Vita professionale
Dagli anni '80 fino ai primi anni '90, ricopre diversi incarichi dirigenziali in società di informatica e di nuove tecnologie. Dal 1983 al 1986 è presidente di società operanti nell'area di servizi sanitari. Dal 1988 al 1990 è dirigente di una società di servizi e di società industriali; capo area di Roma per una società di consulenza informatica e funzionario del settore commerciale di una società di consulenza ed informatica. Dal 1990 al 1992 è dirigente dell'area commerciale e dei rapporti grandi clienti di una società industriale del settore alimentare.
Dal 1993 al 1994 è dirigente e responsabile dei rapporti istituzionali di una società di progettazione e gestione di servizi portuali, trasporti integrati e cabotaggio. Infine, dal 1996 al 2019 è stato dirigente e responsabile dell'area relazioni Esterne e rapporti istituzionali di una società di scopo delle Ferrovie dello Stato operante nella progettazione e gestione dei parcheggi.

### Vita politica
Inizia la sua carriera politica già nel 1989, come consigliere comunale di Roma, ruolo che ricopre fino al 17 novembre 1997. In Campidoglio ricopre successivamente l'incarico di presidente della commissioneco. Nel 1992 è nominato assessore agli affari generali, servizi sociali, protezione civile e decentramento, fino al 21 aprile 1993. È stato un esponente della Democrazia Cristiana (DC), poi all'atto di scioglimento del partito, nel 1993-94 ha aderito al Partito Popolare Italiano (PPI), e diventa segretario politico di Roma. Due anni dopo viene eletto membro della direzione nazionale con l'incarico di responsabile per i grandi centri.
Con i Popolari di Bianco, nel 1996, si candida e viene eletto alla Camera dei deputati nella coalizione dell'Ulivo, come candidato del Partito Popolare Italiano. Nel corso della legislatura, tra il 1999 e il 2000 si allinea alle posizioni dei Cristiani Democratici Uniti (CDU) di Rocco Buttiglione, al quale ha poi aderito diventandone il vicesegretario nazionale e responsabile dell'ufficio enti locali.
Alle elezioni politiche del 2001, candidato al collegio uninominale 16 Frosinone - Anagni, viene eletto con oltre 64903 voti (il 44,3%) nella coalizione della Casa delle Libertà, guidata da Silvio Berlusconi come esponente della lista unitaria di Biancofiore. Ricopre poi l'incarico di senatore questore.
Partecipa alla fondazione dell'UDC, diventandone membro della direzione nazionale e responsabile elettorale. Nel 2005 lascia l'UDC e decide con Gianfranco Rotondi, di dar vita ad un'iniziativa neo-democristiana per riportare sulla scena politica italiana un partito politico che si rifacesse dichiaratamente alla storica DC. Nel mese di giugno viene nominato vicesegretario nazionale della Democrazia Cristiana per le Autonomie.
Nel 2006 diede la sua disponibilità per candidarsi Sindaco di Roma.
Alle elezioni politiche del 2006 viene eletto senatore in regione Puglia all'interno delle liste di Forza Italia. Diventa poi presidente del gruppo parlamentare DC – PRI – MPA ed è membro della Commissione Difesa.
Alle elezioni politiche del 2008 viene eletto senatore in regione Lazio nelle liste del Popolo della Libertà e membro della direzione nazionale. Nel maggio 2008 è eletto in ticket, vicesindaco di Roma.
Dal 2008 al 2011 è stato vicesindaco di Roma, con le seguenti deleghe:
- definizione dell'assetto istituzionale, funzionale e finanziario di Roma capitale
- politiche promozionali ed eventi nel settore del turismo
- sportello unico delle attività ricettive
- coordinamento e sviluppo del secondo polo turistico
- decentramento e coordinamento metropolitano

Nel luglio del 2011 è stato nominato dal segretario del PdL Angelino Alfano responsabile per gli Enti locali del Pdl con delega a Roma Capitale.
Alle elezioni politiche del 2013 è candidato alla Camera dei Deputati, nella circoscrizione Lazio 1, nelle liste del Popolo della Libertà, non venendo tuttavia eletto.
Dal marzo del 2013, conclusa la sua esperienza da parlamentare, il senatore Cutrufo è rientrato nella sua posizione di dirigente nelle Ferrovie dello Stato.